# Bramwell Coles
Bramwell Coles, född 1887, död 1960, var en engelsk officer i Frälsningsarmén, kompositör, redaktör för The War Cry (Stridsropet) i Kanada, chef för musikdepartementet vid FA:s internationella högkvarter i London.

## Sånger
- Vilken härlighet i namnet Jesus